# Генрих фон Лауфенберг
Генрих фон Лауфенберг (нем. Henrich von Laufenberg; род. ок. 1390 — 31 марта 1460, Страсбург) — немецкий поэт.

## Биография
Пресвитер в Лауфенбурге. Принадлежал к Иоаннитскому ордену в Страсбурге. Между 1415 и 1458 годами написал много духовных песен и две большие поэмы: „Buch von den Figuren“ (25000 стихов) и „Spiegel menschlichen Heils“ (15000 стихов). Стихи его собраны в „Deutsches Kirchenlied“ Вакернагеля.